# Сун Чуюй
Джеймс Сун Чуюй (кит. 宋楚瑜, пиньинь Song Chuyu) — политический деятель Китайской Республики (Тайваня). Председатель правительства провинции Тайвань с 1993 по 1998 год. Председатель Первой народной партии (ПНП) с 2000 год.
Был директором Информационного бюро Исполнительного Юаня, генеральным секретарем китайского Гоминьдана, председателем правительства провинции Тайвань и губернатором провинции Тайвань Китайской Республики. В 2016 и 2017 годах он дважды занимал пост президента Цай Инвэнь и руководящего представителя Китайского Тайбэя. С 2016 по 2019 год он был членом канцелярии президента правительства Цай Инвэнь. Джеймс Сун участвовал в президентских выборах пять раз, в том числе четыре раза на пост президента (2000, 2012, 2016, 2020) и один раз на пост вице-президента (2004).
Прежде чем получить степень доктора философии в Соединенных Штатах, Джеймс Сун работал в библиотеке Центра изучения Китая при Калифорнийском университете в Беркли с почасовой зарплатой в 2,75 доллара США. К тому времени, когда он покинул Соединенные Штаты и вернулся на Тайвань, его годовая зарплата превысила 10 000 долларов. Это было связано с библиотекой [7]. Вернувшись на Тайвань, он работал секретарем Цзян Цзинго, президента Исполнительного Юаня Китайской Республики. В то же время он также работал доцентом кафедры гражданства и образования Тайваньского национального педагогического университета. В 1977 году он занимал должность заместителя директора Информационного бюро Исполнительного Юаня. В 1978 году он был назначен секретарем Президентского дворца.
В 1979 году он занял пост директора Информационного бюро Исполнительного Юаня.
В 1974 году правительство ввело национальную языковую политику, в результате чего многие народные мероприятия на Тайване, такие как тайваньские оперы и кукольные представления, почти исчезли на телевидении. Однако после того, как Джеймс Сун стал директором новостей, он выступил с инициативой отменить запрет на кукольные представления, позволяющий сохранить это национальное достояние и фольклор.
После смерти президента Цзян Цзинго в 1988 году его место занял Ли Дэнхуэй, председатель китайского Гоминьдана. Позже Джеймс Сун занимал пост генерального секретаря китайского Гоминьдана. В 1992 году Китайская Республика впервые переизбрала Национальное собрание, и количество голосов Гоминьдана резко упало до 53 %. Сун ушел с поста генерального секретаря партии.
В 1993 году он был назначен последним официальным губернатором Тайваня. В 1994 году он был переизбран с большим количеством голосов, когда были проведены первые выборы губернатора, став первым избранным губернатором провинции Тайвань.
В 1997 году губернатор Тайваня был заморожен, и Джеймс Сун стал единственным избранным губернатором.
В 1999 году он порвал с Ли Дэнхуэем и Лянь Чжанем из-за своей неудачной попытки выдвинуться на пост президента, и был исключен из Гоминьдана. Джеймс Сун, не имеющий членства в партии, создал новую тайваньскую сервисную команду и стал партнёром Чжан Чжаосюн, президентом Медицинского университета Чанг Гун, чтобы баллотироваться на президентских выборах Китайской Республики в 2000 году. После поражения на выборах вместе со сторонниками новой тайваньской служебной команды он учредил «Первую народную партию» и стал её председателем.